# La Redoute (equip ciclista)
L'equip La Redoute va ser un equip ciclista francès que competí professionalment entre el 1979 i 1985.

## Principals resultats
- París-Tours: Jean-Luc Vandenbroucke (1982)
- Tour de Romandia: Stephen Roche (1984)
- Critèrium Internacional: Stephen Roche (1985)
- Quatre dies de Dunkerque: Jean-Luc Vandenbroucke (1980, 1985)

### A les grans voltes
- Volta a Espanya
  - 0 participacions:

- Tour de França
  - 7 participacions (1979, 1980, 1981, 1982, 1983, 1984, 1985)
  - 6 victòries d'etapa:
    - 2 el 1980: Mariano Martínez, Bernard Vallet
    - 1 el 1981: Robert Alban
    - 1 el 1984: Ferdi Van Den Haute
    - 2 el 1985: Stephen Roche, Régis Simon

  - 0 victòries final:
  - 1 classificacions secundàries:
    - Gran Premi de la muntanya: Bernard Vallet (1982)

- Giro d'Itàlia
  - 0 participacions

## Composició de l'equip
| \| Llista de l'equip 1979 \| Llista de l'equip 1979 \| Llista de l'equip 1979 \| Llista de l'equip 1979 \| \| Ciclista \| Data de naixement \| Equip previ \| \| \| ---------------------- \| ---------------------- \| ------------------------------ \| ---------------------- \| \| Pierre Bazzo \| 17 de gener de 1954 \| Lejeune-BP (1978) \| \| \| Jean-Pierre Cabare \| 31 de març de 1956 \| \| \| \| Marc Durant \| 14 de juny de 1955 \| \| \| \| Christian Jourdan \| 31 de desembre de 1954 \| \| \| \| Gildas Le Menn \| 4 de desembre de 1953 \| \| \| \| Gérard Macé \| 9 de juliol de 1953 \| \| \| \| Mariano Martínez \| 20 de setembre de 1948 \| Jobo-Spidel (1978) \| \| \| Jean-Marie Michel \| 28 de abril de 1955 \| \| \| \| Christian Muselet \| 18 de abril de 1952 \| \| \| \| Alain Patritti \| 15 de juliol de 1953 \| \| \| \| Jean-François Pescheux \| 21 de març de 1952 \| Jobo-Spidel (1978) \| \| \| Jean-Philippe Pipart \| 30 de març de 1954 \| \| \| \| Christian Poirier \| 6 de desembre de 1954 \| \| \| \| Roger Rosiers \| 26 de novembre de 1946 \| Peugeot-Esso-Michelin (1978) \| \| \| Bernard Vallet \| 18 de gener de 1954 \| Miko-Mercier-Hutchinson (1978) \| \| \| Didier Vanoverschelde \| 5 de abril de 1952 \| \| \| \| \| \| \| \| \| Font: Cycling Archives \| \| \| \| |                        |                                |  |
| Llista de l'equip 1979 |                        |                                |  |
| Ciclista | Data de naixement      | Equip previ                    |  |
| Pierre Bazzo | 17 de gener de 1954    | Lejeune-BP (1978)              |  |
| Jean-Pierre Cabare | 31 de març de 1956     |                                |  |
| Marc Durant | 14 de juny de 1955     |                                |  |
| Christian Jourdan | 31 de desembre de 1954 |                                |  |
| Gildas Le Menn | 4 de desembre de 1953  |                                |  |
| Gérard Macé | 9 de juliol de 1953    |                                |  |
| Mariano Martínez | 20 de setembre de 1948 | Jobo-Spidel (1978)             |  |
| Jean-Marie Michel | 28 de abril de 1955    |                                |  |
| Christian Muselet | 18 de abril de 1952    |                                |  |
| Alain Patritti | 15 de juliol de 1953   |                                |  |
| Jean-François Pescheux | 21 de març de 1952     | Jobo-Spidel (1978)             |  |
| Jean-Philippe Pipart | 30 de març de 1954     |                                |  |
| Christian Poirier | 6 de desembre de 1954  |                                |  |
| Roger Rosiers | 26 de novembre de 1946 | Peugeot-Esso-Michelin (1978)   |  |
| Bernard Vallet | 18 de gener de 1954    | Miko-Mercier-Hutchinson (1978) |  |
| Didier Vanoverschelde | 5 de abril de 1952     |                                |  |
| |                        |                                |  |
| Font: Cycling Archives |                        |                                |  |

| \| Llista de l'equip 1980 \| Llista de l'equip 1980 \| Llista de l'equip 1980 \| Llista de l'equip 1980 \| \| Ciclista \| Data de naixement \| Equip previ \| \| \| --------------------------------- \| ---------------------- \| ------------------------------ \| ---------------------- \| \| Robert Alban \| 9 de febrer de 1952 \| Fiat (1979) \| \| \| Pierre Bazzo \| 17 de gener de 1954 \| Lejeune-BP (1978) \| \| \| Alain Bondue (1 de ago–31 de des) \| 8 de abril de 1959 \| \| \| \| Michel Demeyre \| 3 de juny de 1957 \| \| \| \| Marc Durant \| 14 de juny de 1955 \| \| \| \| Pascal Guyot \| 26 de desembre de 1959 \| \| \| \| Christian Jourdan \| 31 de desembre de 1954 \| \| \| \| Gildas Le Menn \| 4 de desembre de 1953 \| \| \| \| Mariano Martínez \| 20 de setembre de 1948 \| Jobo-Spidel (1978) \| \| \| Jean-Marie Michel \| 28 de abril de 1955 \| \| \| \| Christian Muselet \| 18 de abril de 1952 \| \| \| \| Jean-François Pescheux \| 21 de març de 1952 \| Jobo-Spidel (1978) \| \| \| Jean-Philippe Pipart \| 30 de març de 1954 \| \| \| \| Christian Poirier \| 6 de desembre de 1954 \| \| \| \| Roger Rosiers \| 26 de novembre de 1946 \| Peugeot-Esso-Michelin (1978) \| \| \| Paul Sherwen \| 17 de juny de 1956 \| Fiat (1979) \| \| \| Bernard Vallet \| 18 de gener de 1954 \| Miko-Mercier-Hutchinson (1978) \| \| \| Ferdinand Van Den Haute \| 25 de juny de 1952 \| Marc Zeep Savon-Superia (1979) \| \| \| Jean-Luc Vandenbroucke \| 31 de maig de 1955 \| Peugeot-Esso-Michelin (1979) \| \| \| Didier Vanoverschelde \| 5 de abril de 1952 \| \| \| \| \| \| \| \| \| Font: UCI \| \| \| \| |                        |                                |  |
| Llista de l'equip 1980 |                        |                                |  |
| Ciclista | Data de naixement      | Equip previ                    |  |
| Robert Alban | 9 de febrer de 1952    | Fiat (1979)                    |  |
| Pierre Bazzo | 17 de gener de 1954    | Lejeune-BP (1978)              |  |
| Alain Bondue (1 de ago–31 de des) | 8 de abril de 1959     |                                |  |
| Michel Demeyre | 3 de juny de 1957      |                                |  |
| Marc Durant | 14 de juny de 1955     |                                |  |
| Pascal Guyot | 26 de desembre de 1959 |                                |  |
| Christian Jourdan | 31 de desembre de 1954 |                                |  |
| Gildas Le Menn | 4 de desembre de 1953  |                                |  |
| Mariano Martínez | 20 de setembre de 1948 | Jobo-Spidel (1978)             |  |
| Jean-Marie Michel | 28 de abril de 1955    |                                |  |
| Christian Muselet | 18 de abril de 1952    |                                |  |
| Jean-François Pescheux | 21 de març de 1952     | Jobo-Spidel (1978)             |  |
| Jean-Philippe Pipart | 30 de març de 1954     |                                |  |
| Christian Poirier | 6 de desembre de 1954  |                                |  |
| Roger Rosiers | 26 de novembre de 1946 | Peugeot-Esso-Michelin (1978)   |  |
| Paul Sherwen | 17 de juny de 1956     | Fiat (1979)                    |  |
| Bernard Vallet | 18 de gener de 1954    | Miko-Mercier-Hutchinson (1978) |  |
| Ferdinand Van Den Haute | 25 de juny de 1952     | Marc Zeep Savon-Superia (1979) |  |
| Jean-Luc Vandenbroucke | 31 de maig de 1955     | Peugeot-Esso-Michelin (1979)   |  |
| Didier Vanoverschelde | 5 de abril de 1952     |                                |  |
| |                        |                                |  |
| Font: UCI |                        |                                |  |

| \| Llista de l'equip 1981 \| Llista de l'equip 1981 \| Llista de l'equip 1981 \| Llista de l'equip 1981 \| \| Ciclista \| Data de naixement \| Equip previ \| \| \| ----------------------- \| ---------------------- \| ------------------------------ \| ---------------------- \| \| Robert Alban \| 9 de febrer de 1952 \| Fiat (1979) \| \| \| Pierre Bazzo \| 17 de gener de 1954 \| Lejeune-BP (1978) \| \| \| Alain Bondue \| 8 de abril de 1959 \| \| \| \| Michel Demeyre \| 3 de juny de 1957 \| \| \| \| Marc Durant \| 14 de juny de 1955 \| \| \| \| Pascal Guyot \| 26 de desembre de 1959 \| \| \| \| Christian Jourdan \| 31 de desembre de 1954 \| \| \| \| Michel Larpe \| 18 de desembre de 1959 \| \| \| \| Mariano Martínez \| 20 de setembre de 1948 \| Jobo-Spidel (1978) \| \| \| Jean-Marie Michel \| 28 de abril de 1955 \| \| \| \| Jean-François Pescheux \| 21 de març de 1952 \| Jobo-Spidel (1978) \| \| \| Paul Sherwen \| 17 de juny de 1956 \| Fiat (1979) \| \| \| Bernard Vallet \| 18 de gener de 1954 \| Miko-Mercier-Hutchinson (1978) \| \| \| Ferdinand Van Den Haute \| 25 de juny de 1952 \| Marc Zeep Savon-Superia (1979) \| \| \| Jean-Luc Vandenbroucke \| 31 de maig de 1955 \| Peugeot-Esso-Michelin (1979) \| \| \| Didier Vanoverschelde \| 5 de abril de 1952 \| \| \| \| \| \| \| \| \| Font: UCI \| \| \| \| |                        |                                |  |
| Llista de l'equip 1981 |                        |                                |  |
| Ciclista | Data de naixement      | Equip previ                    |  |
| Robert Alban | 9 de febrer de 1952    | Fiat (1979)                    |  |
| Pierre Bazzo | 17 de gener de 1954    | Lejeune-BP (1978)              |  |
| Alain Bondue | 8 de abril de 1959     |                                |  |
| Michel Demeyre | 3 de juny de 1957      |                                |  |
| Marc Durant | 14 de juny de 1955     |                                |  |
| Pascal Guyot | 26 de desembre de 1959 |                                |  |
| Christian Jourdan | 31 de desembre de 1954 |                                |  |
| Michel Larpe | 18 de desembre de 1959 |                                |  |
| Mariano Martínez | 20 de setembre de 1948 | Jobo-Spidel (1978)             |  |
| Jean-Marie Michel | 28 de abril de 1955    |                                |  |
| Jean-François Pescheux | 21 de març de 1952     | Jobo-Spidel (1978)             |  |
| Paul Sherwen | 17 de juny de 1956     | Fiat (1979)                    |  |
| Bernard Vallet | 18 de gener de 1954    | Miko-Mercier-Hutchinson (1978) |  |
| Ferdinand Van Den Haute | 25 de juny de 1952     | Marc Zeep Savon-Superia (1979) |  |
| Jean-Luc Vandenbroucke | 31 de maig de 1955     | Peugeot-Esso-Michelin (1979)   |  |
| Didier Vanoverschelde | 5 de abril de 1952     |                                |  |
| |                        |                                |  |
| Font: UCI |                        |                                |  |

| \| Llista de l'equip 1982 \| Llista de l'equip 1982 \| Llista de l'equip 1982 \| Llista de l'equip 1982 \| \| Ciclista \| Data de naixement \| Equip previ \| \| \| ----------------------- \| ---------------------- \| -------------------------------- \| ---------------------- \| \| Robert Alban \| 9 de febrer de 1952 \| Fiat (1979) \| \| \| Pierre Bazzo \| 17 de gener de 1954 \| Lejeune-BP (1978) \| \| \| Alain Bondue \| 8 de abril de 1959 \| \| \| \| Johan De Muynck \| 30 de maig de 1948 \| Splendor-Wickes Bouwmarkt (1981) \| \| \| Etienne De Wilde \| 23 de març de 1958 \| Splendor-Wickes Bouwmarkt (1981) \| \| \| Michel Demeyre \| 3 de juny de 1957 \| \| \| \| Alain Dithurbide \| 18 de gener de 1959 \| \| \| \| Pascal Guyot \| 26 de desembre de 1959 \| \| \| \| Christian Jourdan \| 31 de desembre de 1954 \| \| \| \| Michel Larpe \| 18 de desembre de 1959 \| \| \| \| Michael Shermer \| 8 de setembre de 1954 \| \| \| \| Paul Sherwen \| 17 de juny de 1956 \| Fiat (1979) \| \| \| Jérôme Simon \| 5 de desembre de 1960 \| \| \| \| Bernard Vallet \| 18 de gener de 1954 \| Miko-Mercier-Hutchinson (1978) \| \| \| Ferdinand Van Den Haute \| 25 de juny de 1952 \| Marc Zeep Savon-Superia (1979) \| \| \| Jean-Luc Vandenbroucke \| 31 de maig de 1955 \| Peugeot-Esso-Michelin (1979) \| \| \| Didier Vanoverschelde \| 5 de abril de 1952 \| \| \| \| \| \| \| \| \| Font: UCI \| \| \| \| |                        |                                  |  |
| Llista de l'equip 1982 |                        |                                  |  |
| Ciclista | Data de naixement      | Equip previ                      |  |
| Robert Alban | 9 de febrer de 1952    | Fiat (1979)                      |  |
| Pierre Bazzo | 17 de gener de 1954    | Lejeune-BP (1978)                |  |
| Alain Bondue | 8 de abril de 1959     |                                  |  |
| Johan De Muynck | 30 de maig de 1948     | Splendor-Wickes Bouwmarkt (1981) |  |
| Etienne De Wilde | 23 de març de 1958     | Splendor-Wickes Bouwmarkt (1981) |  |
| Michel Demeyre | 3 de juny de 1957      |                                  |  |
| Alain Dithurbide | 18 de gener de 1959    |                                  |  |
| Pascal Guyot | 26 de desembre de 1959 |                                  |  |
| Christian Jourdan | 31 de desembre de 1954 |                                  |  |
| Michel Larpe | 18 de desembre de 1959 |                                  |  |
| Michael Shermer | 8 de setembre de 1954  |                                  |  |
| Paul Sherwen | 17 de juny de 1956     | Fiat (1979)                      |  |
| Jérôme Simon | 5 de desembre de 1960  |                                  |  |
| Bernard Vallet | 18 de gener de 1954    | Miko-Mercier-Hutchinson (1978)   |  |
| Ferdinand Van Den Haute | 25 de juny de 1952     | Marc Zeep Savon-Superia (1979)   |  |
| Jean-Luc Vandenbroucke | 31 de maig de 1955     | Peugeot-Esso-Michelin (1979)     |  |
| Didier Vanoverschelde | 5 de abril de 1952     |                                  |  |
| |                        |                                  |  |
| Font: UCI |                        |                                  |  |

| \| Llista de l'equip 1983 \| Llista de l'equip 1983 \| Llista de l'equip 1983 \| Llista de l'equip 1983 \| \| Ciclista \| Data de naixement \| Equip previ \| \| \| ----------------------- \| ---------------------- \| -------------------------------- \| ---------------------- \| \| Robert Alban \| 9 de febrer de 1952 \| Fiat (1979) \| \| \| Laurent Biondi \| 19 de juliol de 1959 \| \| \| \| Alain Bondue \| 8 de abril de 1959 \| \| \| \| Christian Corre \| 4 de setembre de 1961 \| \| \| \| Kenny De Maerteleire \| 4 de maig de 1961 \| \| \| \| Johan De Muynck \| 30 de maig de 1948 \| Splendor-Wickes Bouwmarkt (1981) \| \| \| Etienne De Wilde \| 23 de març de 1958 \| Splendor-Wickes Bouwmarkt (1981) \| \| \| Alain Dithurbide \| 18 de gener de 1959 \| \| \| \| Guy Gallopin \| 23 de gener de 1956 \| \| \| \| Pascal Guyot \| 26 de desembre de 1959 \| \| \| \| Christian Jourdan \| 31 de desembre de 1954 \| \| \| \| Michel Larpe \| 18 de desembre de 1959 \| \| \| \| Christian Levavasseur \| 6 de març de 1956 \| Coop-Mercier-Mavic (1982) \| \| \| Paul Sherwen \| 17 de juny de 1956 \| Fiat (1979) \| \| \| Jérôme Simon \| 5 de desembre de 1960 \| \| \| \| Bernard Vallet \| 18 de gener de 1954 \| Miko-Mercier-Hutchinson (1978) \| \| \| Ferdinand Van Den Haute \| 25 de juny de 1952 \| Marc Zeep Savon-Superia (1979) \| \| \| Jean-Luc Vandenbroucke \| 31 de maig de 1955 \| Peugeot-Esso-Michelin (1979) \| \| \| Didier Vanoverschelde \| 5 de abril de 1952 \| \| \| \| \| \| \| \| \| Font: UCI \| \| \| \| |                        |                                  |  |
| Llista de l'equip 1983 |                        |                                  |  |
| Ciclista | Data de naixement      | Equip previ                      |  |
| Robert Alban | 9 de febrer de 1952    | Fiat (1979)                      |  |
| Laurent Biondi | 19 de juliol de 1959   |                                  |  |
| Alain Bondue | 8 de abril de 1959     |                                  |  |
| Christian Corre | 4 de setembre de 1961  |                                  |  |
| Kenny De Maerteleire | 4 de maig de 1961      |                                  |  |
| Johan De Muynck | 30 de maig de 1948     | Splendor-Wickes Bouwmarkt (1981) |  |
| Etienne De Wilde | 23 de març de 1958     | Splendor-Wickes Bouwmarkt (1981) |  |
| Alain Dithurbide | 18 de gener de 1959    |                                  |  |
| Guy Gallopin | 23 de gener de 1956    |                                  |  |
| Pascal Guyot | 26 de desembre de 1959 |                                  |  |
| Christian Jourdan | 31 de desembre de 1954 |                                  |  |
| Michel Larpe | 18 de desembre de 1959 |                                  |  |
| Christian Levavasseur | 6 de març de 1956      | Coop-Mercier-Mavic (1982)        |  |
| Paul Sherwen | 17 de juny de 1956     | Fiat (1979)                      |  |
| Jérôme Simon | 5 de desembre de 1960  |                                  |  |
| Bernard Vallet | 18 de gener de 1954    | Miko-Mercier-Hutchinson (1978)   |  |
| Ferdinand Van Den Haute | 25 de juny de 1952     | Marc Zeep Savon-Superia (1979)   |  |
| Jean-Luc Vandenbroucke | 31 de maig de 1955     | Peugeot-Esso-Michelin (1979)     |  |
| Didier Vanoverschelde | 5 de abril de 1952     |                                  |  |
| |                        |                                  |  |
| Font: UCI |                        |                                  |  |

| \| Llista de l'equip 1984 \| Llista de l'equip 1984 \| Llista de l'equip 1984 \| Llista de l'equip 1984 \| \| Ciclista \| Data de naixement \| Equip previ \| \| \| ----------------------- \| ---------------------- \| -------------------------------- \| ---------------------- \| \| Robert Alban \| 9 de febrer de 1952 \| Fiat (1979) \| \| \| Thierry Arnaud \| 17 de agost de 1960 \| \| \| \| Thierry Barrault \| 13 de juliol de 1960 \| \| \| \| Yves Beau \| 16 de juliol de 1957 \| \| \| \| Laurent Biondi \| 19 de juliol de 1959 \| \| \| \| Alain Bondue \| 8 de abril de 1959 \| \| \| \| Gregor Braun \| 31 de desembre de 1955 \| Vivi-Benotto-Puma (1983) \| \| \| Pascal Campion \| 26 de febrer de 1962 \| \| \| \| Etienne De Wilde \| 23 de març de 1958 \| Splendor-Wickes Bouwmarkt (1981) \| \| \| Philippe Delaurier \| 12 de desembre de 1960 \| \| \| \| Dominique Le Bon \| 15 de desembre de 1959 \| \| \| \| Christian Levavasseur \| 6 de març de 1956 \| Coop-Mercier-Mavic (1982) \| \| \| Stephen Roche \| 28 de novembre de 1959 \| Peugeot-Shell-Michelin (1983) \| \| \| Paul Sherwen \| 17 de juny de 1956 \| Fiat (1979) \| \| \| Jérôme Simon \| 5 de desembre de 1960 \| \| \| \| Régis Simon \| 19 de març de 1958 \| \| \| \| Ferdinand Van Den Haute \| 25 de juny de 1952 \| Marc Zeep Savon-Superia (1979) \| \| \| Jean-Luc Vandenbroucke \| 31 de maig de 1955 \| Peugeot-Esso-Michelin (1979) \| \| \| Didier Vanoverschelde \| 5 de abril de 1952 \| \| \| \| \| \| \| \| \| Font: UCI \| \| \| \| |                        |                                  |  |
| Llista de l'equip 1984 |                        |                                  |  |
| Ciclista | Data de naixement      | Equip previ                      |  |
| Robert Alban | 9 de febrer de 1952    | Fiat (1979)                      |  |
| Thierry Arnaud | 17 de agost de 1960    |                                  |  |
| Thierry Barrault | 13 de juliol de 1960   |                                  |  |
| Yves Beau | 16 de juliol de 1957   |                                  |  |
| Laurent Biondi | 19 de juliol de 1959   |                                  |  |
| Alain Bondue | 8 de abril de 1959     |                                  |  |
| Gregor Braun | 31 de desembre de 1955 | Vivi-Benotto-Puma (1983)         |  |
| Pascal Campion | 26 de febrer de 1962   |                                  |  |
| Etienne De Wilde | 23 de març de 1958     | Splendor-Wickes Bouwmarkt (1981) |  |
| Philippe Delaurier | 12 de desembre de 1960 |                                  |  |
| Dominique Le Bon | 15 de desembre de 1959 |                                  |  |
| Christian Levavasseur | 6 de març de 1956      | Coop-Mercier-Mavic (1982)        |  |
| Stephen Roche | 28 de novembre de 1959 | Peugeot-Shell-Michelin (1983)    |  |
| Paul Sherwen | 17 de juny de 1956     | Fiat (1979)                      |  |
| Jérôme Simon | 5 de desembre de 1960  |                                  |  |
| Régis Simon | 19 de març de 1958     |                                  |  |
| Ferdinand Van Den Haute | 25 de juny de 1952     | Marc Zeep Savon-Superia (1979)   |  |
| Jean-Luc Vandenbroucke | 31 de maig de 1955     | Peugeot-Esso-Michelin (1979)     |  |
| Didier Vanoverschelde | 5 de abril de 1952     |                                  |  |
| |                        |                                  |  |
| Font: UCI |                        |                                  |  |

| \| Llista de l'equip 1985 \| Llista de l'equip 1985 \| Llista de l'equip 1985 \| Llista de l'equip 1985 \| \| Ciclista \| Data de naixement \| Equip previ \| \| \| ----------------------- \| ---------------------- \| ------------------------------ \| ---------------------- \| \| Thierry Barrault \| 13 de juliol de 1960 \| \| \| \| Yves Beau \| 16 de juliol de 1957 \| \| \| \| Alain Bondue \| 8 de abril de 1959 \| \| \| \| Pascal Campion \| 26 de febrer de 1962 \| \| \| \| Thierry Claveyrolat \| 31 de març de 1959 \| Système U (1984) \| \| \| Philippe Delaurier \| 12 de desembre de 1960 \| \| \| \| Jean-Louis Gauthier \| 22 de desembre de 1955 \| Coop-Hoonved (1984) \| \| \| Pierre Le Bigaut \| 17 de setembre de 1959 \| \| \| \| Pierre-Henri Menthéour \| 9 de maig de 1960 \| \| \| \| Stephen Roche \| 28 de novembre de 1959 \| Peugeot-Shell-Michelin (1983) \| \| \| Paul Sherwen \| 17 de juny de 1956 \| Fiat (1979) \| \| \| Jérôme Simon \| 5 de desembre de 1960 \| \| \| \| Régis Simon \| 19 de març de 1958 \| \| \| \| Ferdinand Van Den Haute \| 25 de juny de 1952 \| Marc Zeep Savon-Superia (1979) \| \| \| Jean-Luc Vandenbroucke \| 31 de maig de 1955 \| Peugeot-Esso-Michelin (1979) \| \| \| Michel Vermote \| 31 de març de 1963 \| \| \| \| \| \| \| \| \| Font: UCI \| \| \| \| |                        |                                |  |
| Llista de l'equip 1985 |                        |                                |  |
| Ciclista | Data de naixement      | Equip previ                    |  |
| Thierry Barrault | 13 de juliol de 1960   |                                |  |
| Yves Beau | 16 de juliol de 1957   |                                |  |
| Alain Bondue | 8 de abril de 1959     |                                |  |
| Pascal Campion | 26 de febrer de 1962   |                                |  |
| Thierry Claveyrolat | 31 de març de 1959     | Système U (1984)               |  |
| Philippe Delaurier | 12 de desembre de 1960 |                                |  |
| Jean-Louis Gauthier | 22 de desembre de 1955 | Coop-Hoonved (1984)            |  |
| Pierre Le Bigaut | 17 de setembre de 1959 |                                |  |
| Pierre-Henri Menthéour | 9 de maig de 1960      |                                |  |
| Stephen Roche | 28 de novembre de 1959 | Peugeot-Shell-Michelin (1983)  |  |
| Paul Sherwen | 17 de juny de 1956     | Fiat (1979)                    |  |
| Jérôme Simon | 5 de desembre de 1960  |                                |  |
| Régis Simon | 19 de març de 1958     |                                |  |
| Ferdinand Van Den Haute | 25 de juny de 1952     | Marc Zeep Savon-Superia (1979) |  |
| Jean-Luc Vandenbroucke | 31 de maig de 1955     | Peugeot-Esso-Michelin (1979)   |  |
| Michel Vermote | 31 de març de 1963     |                                |  |
| |                        |                                |  |
| Font: UCI |                        |                                |  |